# اسفنج‌های شیشه‌ای
اسفنج‌های شیشه‌ای (Hyalospongea) یا شش‌پره‌ویسان (Hexactinellida) نام یک رده از شاخه اسفنج دریایی است.
شش‌پره‌ویسان رده‌ای از روزنک‌تباران (Porifera) هستند که زیستگاهشان غالباً آب‌های عمیق است؛ بدن آنها استوانه‌ای یا قیفی است و سوزنه‌های (spicules) سیلیسی آنها شش‌شاخه با تقارن شعاعی است.
اسفنج‌های شیشه‌ای اسکلتی از سوزنه‌های سیلیسی دارند که تقریباً همیشه سه‌محوری هستند و دو فرم مگا و میکرواسپیکولر در آنها دیده می‌شود.
ساختار مجاری آنها ممکن است از نوع سایکانوئید یا لایکانوئید باشد اما بخاطر داشتن شکل ویژه ی لایه ی بیرونی که به (Syncytial) معروف است متمایز میگردد.